# Klec bláznů II
Klec bláznů II (v originále La Cage aux Folles 2) je francouzsko-italský hraný film z roku 1980, který režíroval Édouard Molinaro podle stejnojmenné divadelní hry Jeana Poireta. Snímek měl světovou premiéru 10. prosince 1980.

## Děj
Albin vystupující pod uměleckým jménem Zaza jako kabaretní hvězda v "La Cage aux Folles" chce svému milenci Renatovi dokázat, že je stále sexy. Rozhodne se svést muže, se kterým jde do hotelu. Jedná se však o špióna, který mu krátce před zavražděním nevědomky svěří mikrofilm. Zaza nyní musí využít veškeré své umění převleků, aby unikl bezohledným zabijákům pronásledovaným navíc francouzskou kontrarozvědkou. Všichni pátrají po mikrofilmu, čímž začíná bláznivá honička.

## Obsazení
| Michel Serrault       | Albin Mougeotte, uměleckým jménem Zaza Napoli |
| Ugo Tognazzi          | Renato Baldi                                  |
| Marcel Bozzuffi       | Broca, šéf kontrašpionáže                     |
| Michel Galabru        | Simon Charrier                                |
| Paola Borboni         | paní Baldi, Renatova matka                    |
| Benny Luke            | Jacob                                         |
| Giovanni Vettorazzo   | Milan, agent kontrašpionáže                   |
| Glauco Onorato        | Luigi, pasák                                  |
| Antonio Francioni     | Michaux, agent kontrašpionáže                 |
| Danilo Recanatesi     | doktor Boquillon                              |
| Roberto Caporali      | terorista                                     |
| Lorenzo Dannon        | terorista                                     |
| Francis Missana       | krásný mladík                                 |
| Riccardo Berlingeri   | recepční hotelu Lys                           |
| Renato Basso Bondini  | Rouget                                        |
| Pierre Desmet         | majitel "roi bleu"                            |
| Philippe Cronenberger | číšník v hotelu Négresco                      |
| Gianni Frisoni        | barman v kabaretu                             |
| Roberto Bisacco       | Ralph                                         |
| Gianrico Tondinelli   | Walter                                        |
| Giorgio Cerioni       | Gunther                                       |
| Nazzareno Natale      | Demis                                         |
| Stellio Candelli      | Hans                                          |
| Mark Bodin            | Caramel                                       |
| Tom Felleghy          | Andrew Mauderstam                             |
| Nello Pazzafini       | Mangin                                        |
| Roberto Dell'Acqua    | policista                                     |
| Piero Morgia          | zabiják v hotelu                              |
| Marie-Claude Douquet  | krásná dívka                                  |

## Ocenění
- César: nominace v kategorii nejlepší herec (Michel Serrault)